# Granma
Granma era la storica imbarcazione che alcuni combattenti rivoluzionari, in seguito noti come expedicionarios del yate Granma, e fra i quali vi erano anche Fidel Castro ed Ernesto Che Guevara, usarono per raggiungere Cuba dal Messico durante la Rivoluzione cubana.
In onore della barca, Granma è in seguito diventato il titolo del giornale ufficiale del Partito Comunista di Cuba, dell'Università di Bayamo, del battaglione di fanteria di marina e il nome di una provincia cubana.

## L'imbarcazione
La Granma era un'imbarcazione lunga 19,2 metri, progettata per trasportare teoricamente venti persone fra passeggeri ed equipaggio. L'imbarcazione era di proprietà dello statunitense Robert B. Erickson, che lo battezzò Granma in onore della nonna: granma è infatti l'abbreviazione di grandmother, che in inglese significa proprio "nonna". Nel 1956 venne comprata per 17 000 $ da Fidel Castro e Antonio del Conde, detto El Cuade, il quale era già proprietario a metà. Vennero compiuti diversi lavori: furono aumentati lo spazio, per trasportare più persone, e la potenza dei motori; si eliminò la zavorra inutile e vennero aggiunti serbatoi per l'acqua. Sull'imbarcazione furono stipati 82 rivoluzionari guidati da Fidel Castro, che partirono dal porto messicano di Tuxpan il 25 novembre verso Cuba per dare inizio alla rivoluzione contro il dittatore Fulgencio Batista. Il viaggio non fu facile a causa del numero eccessivo di persone a bordo, del continuo maltempo e delle pessime condizioni dell'imbarcazione. Sbarcarono il 2 dicembre, dopo più di sette giorni invece dei tre previsti, a due chilometri dalla meta prevista, la Playa Las Coloradas, nel municipio di Niquero, nell'allora provincia Oriental, oggi provincia di Granma.
La provincia che include la spiaggia orientale dove la nave sbarcò prese poi il nome di provincia di Granma.
Il battello Granma è oggi in esposizione al Memorial Granma, nel giardino del Museo de la Revolución de L'Avana. Una copia è esposta anche nei pressi del luogo dello sbarco.

## Collegamenti esterni

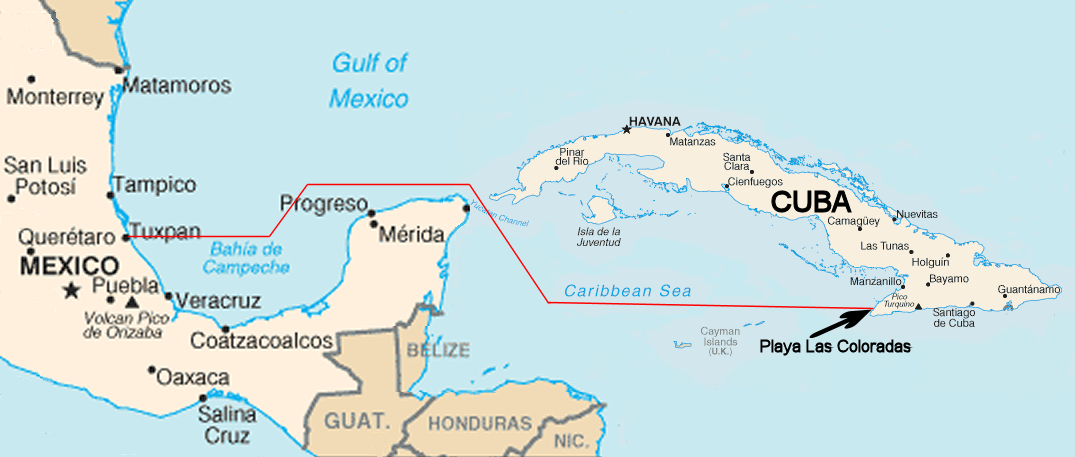
La rotta della Granma da Tuxpan a Playa Las Coloradas